# Yásica Arriba
Yásica Arriba, es un distrito municipal del municipio San Felipe de Puerto Plata, provincia Puerto Plata, ubicado en el trayecto de la carretera turística Gregorio Luperón, a 26.7 kilómetros de la ciudad San Felipe de Puerto Plata, así como a unos 34.5 kilómetros de la provincia Santiago. Yásica, como popularmente se le conoce, cuenta atractivos como son el río Yásica, río Sonador, río Yaroa, Río Yasiquita y el balneario La Tina (un espacio único). 
Su principal fuente de empleo es el ayuntamiento, la agricultura, ganadería y el turismo en la provincia Puerto Plata, además del transporte de los sindicatos de la ruta Puerto Plata-Sosúa y desde Yásica a Puerto Plata y a hasta Santiago, el motoconcho y vendedores de frutas, productos como queso, mantequilla, dulces y en los negocios establecidos, etc.
Lugares como Yasika Zipline Center, Jasmine Spa & Wellness Center 

## Población
De acuerdo con el Censo de Población y Viviendas del 2010 realizado por la Oficina Nacional de Estadísticas (One), en el distrito municipal Yásica Arriba habitan 4,762 hombres y 4,029 mujeres para un total de 8,791, aunque se estima que su población ya es de aproximadamente de 15,000 habitantes.

## Divisiones administrativas
Yásica Arriba, elevado a distrito municipal mediante la ley Ley No. 372-05, el 20 de septiembre, está constituido por las siguientes secciones Yásica, Yásica Abajo, Gurabito de Yaroa, Benito Martínez. 
a.) La sección Yásica (el plueblecito) está constituido por los parajes: El Capaz, Los Infante, Los Mercados, Yasiquita, La Hebra, Los Pomos, Los Taveras, La Cruz, Indio Viejo, Los Callejones, La Barrita, El km. 30, Brisón, El Puerto, El Samo, La Piedra, La Batata y Los Mellizos.
b.) La sección Yásica Abajo está compuesto por los parajes: La Pelota, Mata Puerto, Los Martínez, Arroyo Grande (La Paloma), La Piragua, El Aguacate, El Limón, El Sajón, Los Jiménez, El Mango, Pueblo Nuevo, Juan Pío, Los Peraltas, La Garza, Sonador, La Cueva y La Sabana. 
c.) La sección Gurabito de Yaroa los componen los parajes: Yaroa Abajo, La Sierrita, La Cabirma, Lajas de Yaroa, Sonador de Yaroa, El Toro, La Burra y Los Jiménez. 
d.) En tanto que la sección Benito Martínez está compuesta por los parajes: La Cumbre, Cañada Honda, La Tinajita, Los Pinos, El Llano y Arenoso. 

## Lugares de interés
Este distrito municipal cuenta con un estadio de béisbol, destacamento, Defensa Civil, varias policlínas, canchas de baloncesto, un liceo, y casi una decena de escuelas, iglesias católicas y protestantes, farmacia, Farmacia del Pueblo, estación de Gas Licuado de Petróleo, estación de bomba de gasolina, fábricas de quesos, fabrica de cigarro, juntas de vecinos, asociaciones de agricultores, asociaciones de ganaderos, cooperativa, asociaciones de madres, asociaciones de estudiantes, almacenes, repuestos, colmados, salones de belleza, peluquería, bares y discotecas, tiendas, bancas de lotería.
Referencia: Censo 2002 de Población y Vivienda, Oficina Nacional de Estadística, Ley 372-05 y fuentes periodísticas.
Juan Enrique Tavárez 
- Datos: Q8062550